# Ribeira do Piauí
Ribeira do Piauí é um município brasileiro do estado do Piauí.
O município Ribeira do Piauí resultou da divisão do município de São João do Piauí em cinco cidades, em 1996, por motivos políticos. Atualmente, a população reivindica o nome original de parte da região, hoje Ribeira do Piauí, mas que foi durante cerca de 50 anos chamada "Espírito Santo". A luta para reaver seu nome original representa a luta da comunidade local para defender seu patrimônio histórico e cultural do Brasil.

## História
O município de Ribeira do Piauí é uma região que foi explorada pelos coronéis de São João do Piauí. A região só começou realmente a se desenvolver depois de sua separação em 1996, devido a emancipação política. A sua economia é basicamente a agricultura, a pecuária e o extrativismo vegetal (carnaúba), este último que sustentava a economia da região até meados dos anos 90, quando ainda pertencia a São João do Piauí, tendo uma queda a partir dos anos 90, devido a migração da população jovem para os grandes centros, São Paulo, Brasília e outras regiões do Brasil, à procura de emprego nas grandes cidades, com isso, o extrativismo vegetal da carnaúba em Ribeira teve uma decadência com a falta de mão-de-obra. O município conta com diversos sítios arqueológicos, por ser uma região muito rica em serras e montanhas além de ser banhada pelo Rio Piauí.

## Economia
A cidade destaca-se pela oportunidade de negócios por ser uma cidade em ascensão e pelo alto crescimento econômico. O município de Ribeira do Piauí teve o maior valor adicionado bruto industrial, volume de 174 milhões, ficando em 8° lugar do estado.
O município possui 318 empregos formais. Possui PIB de 217,4 milhões de reais e PIB per capita de 48,3 mil reais. O crescimento do PIB foi de 1530% nos últimos 10 anos, principalmente devido ao desenvolvimento dos principais negócios da região: agropecuária, administração pública e serviços.